# Mala Novska Rujiška
Mala Novska Rujiška är ett samhälle i Bosnien och Hercegovina.   Det ligger i entiteten Republika Srpska, i den nordvästra delen av landet, 200 km nordväst om huvudstaden Sarajevo. Mala Novska Rujiška ligger 187 meter över havet och antalet invånare är 442.
Terrängen runt Mala Novska Rujiška är kuperad åt sydost, men åt nordväst är den platt. Mala Novska Rujiška ligger nere i en dal.Närmaste större samhälle är Bosanski Novi, 13,2 km norr om Mala Novska Rujiška. 
I omgivningarna runt Mala Novska Rujiška växer i huvudsak lövfällande lövskog. Runt Mala Novska Rujiška är det ganska tätbefolkat, med 86 invånare per kvadratkilometer.